# Marsac-sur-l'Isle
Marsac-sur-l'Isle é uma comuna francesa na região administrativa da Nova Aquitânia, no departamento Dordonha. Estende-se por uma área de 10,05 km². Em 2010 a comuna tinha 3 178 habitantes (densidade: 316,2 hab./km²).